# Umweltkatastrophe am Lambro 2010

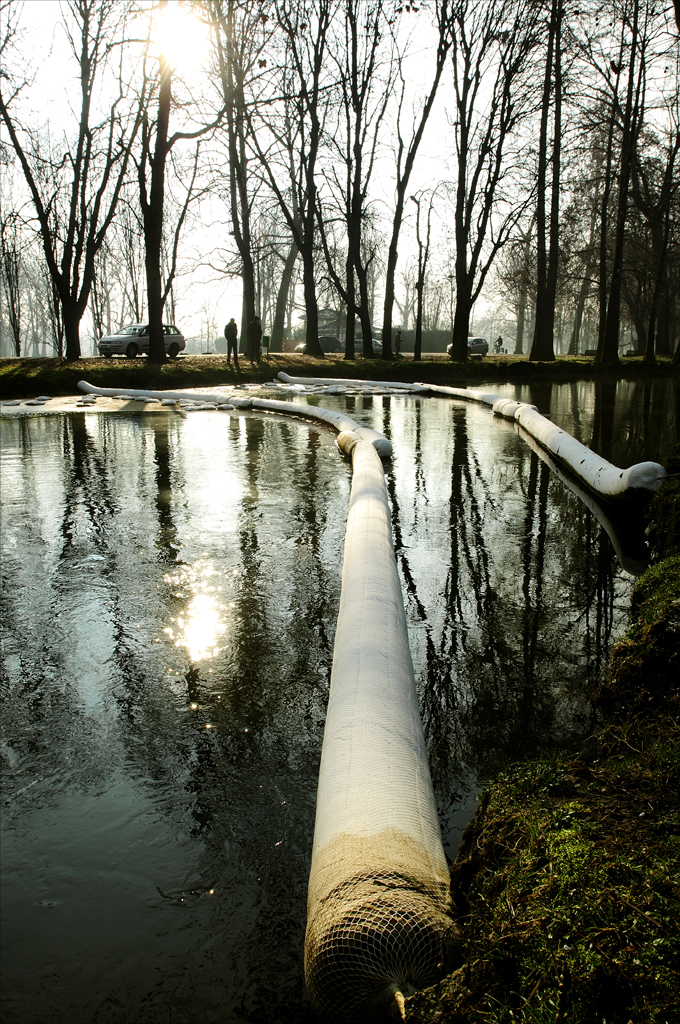
Ölsperren am Lambro

Bei der Ölpest am Fluss Lambro in der Lombardei wurden im Jahr 2010 etwa 2600 Tonnen Diesel und Schweröl in Monza freigesetzt, die über den Fluss Lambro den Po erreichten.

## Hergang
In der Nacht vom 22. auf den 23. Februar 2010 gegen 3:30 Uhr öffneten Unbekannte sieben Silo-Tanks auf dem Gelände der seit den 1980er-Jahren stillgelegten Raffinerie von Lombarda Petroli in Villasanta bei Monza. Der Inhalt von etwa 1800 Tonnen Diesel und 800 Tonnen Schweröl ergoss sich ins Umfeld und floss durch die Kanalisation in die Kläranlage Monza - San Rocco. Zunächst sammelte sich das Öl in einem Tank, der aber nach wenigen Minuten aufgrund der Menge überlief, und landete im Fluss Lambro, der nach den Winterregenfällen stark mit Wasser beladen war.
Morgens um 5 Uhr bemerkte ein Arbeiter der Kläranlage diese übermäßige Ölbelastung. Innerhalb kurzer Zeit wurde ein Notfallplan aufgestellt, um die Auswirkungen der Katastrophe abzumildern.
Eine von der Feuerwehr, Freiwilligen des Zivilschutzes und Technikern der ARPA gebildete Einsatzgruppe errichtete mit Hilfe der staatlichen Forstverwaltung schwimmende Dämme entlang des gesamten Flusslaufs, um das Öl zu stoppen. In der Zwischenzeit begann man, hunderte durch das Öl kontaminierte Tiere in das WWF-Zentrum in Vanzago zu bringen.
Das Öl passierte die erste Staustufe und erreichte gegen 16 Uhr Melegnano. Zusätzlich zu der Staustufe, die der Kontrolle des Wasserstandes diente, war eine zweite Staustufe gebaut worden. Die Schleusentore dieser wurden angehoben, um die unteren, klar gebliebenen Wasserschichten abfließen zu lassen, während an der Oberfläche stehendes Öl abgesaugt und in Tankwagen gepumpt wurde.
Die nachfließende Ölmenge war jedoch enorm; die Melegnano-Staumauer konnte nur einen Teil aufhalten, sodass der Ölteppich gegen 20 Uhr San Zenone al Lambro erreichte. Einsatzkräfte hatten dort eine dritte Sperre unter Verwendung eines Dammes errichtet, der normalerweise von Enel zur Erzeugung von Wasserkraft genutzt wird. An diesem Damm arbeiteten Feuerwehrleute und Freiwillige des Zivilschutzes mit Hilfe des Forstwirtschaftskorps die ganze Nacht hindurch, um ein Weiterfließen des Öls in den Po zu verhindern. Ihre Bemühungen waren jedoch vergeblich;  der Ölteppich setzte seinen Weg fort und erreichte am späten Abend Lodi in der Lombardei, wo er schwere Umwelt- und Ernteschäden verursachte. Hier errichteten die Einsatzkräfte eine vierte Sperre, wobei sie Adsorptionsmittel einsetzten, aber auch diese gab nach und das Öl setzte seinen Weg fort.
Gegen 6 Uhr morgens am Mittwoch, den 24. erreichte der Ölteppich Sant’Angelo Lodigiano, den Ort der letzten Staustufe, bevor der Lambro in den Po mündet. Trotz des hohen Engagements der Einsatzkräfte passierte das Öl diese letzte Sperre im Morgengrauen desselben Tages und erreichte den Po an der Mündungsstelle im Flussabschnitt von Piacenza.

## Nachgang
Die Staatsanwaltschaft von Monza vermutete, dass Fachleute hinter der Katastrophe steckten und begann mit der Befragung der Mitarbeiter von Lombarda Petroli, einschließlich der Entlassenen. Die Untersuchungen verfolgten auch die Spur der Ausschreibungen für das Projekt Ecocity der Firma Addamiano Engineering auf dem Gelände der ehemaligen Raffinerie, das die Täter eventuell verhindern wollten.
Im April 2010 veröffentlichte der Reporter Max Laudadio einen anonymen Brief, der eine Erklärung für das Lambro-Desaster enthielt. Laudadio ist Korrespondent beim Fernsehsender Striscia la notizia, einem Comedysender, der immer wieder auch Korruption in der Regierung anprangert. Laut dem Autor des Briefes war die Raffinerie nicht stillgelegt, sondern wurde als geheimes Depot benutzt, wo Mafiosi „gestohlenes“ Öl in den Tanks lagerten. Verantwortlich für die Katastrophe sei wiederum eine Person gewesen, die aus dem kriminellen Kreislauf „verdrängt“ worden sei, so der Autor. Max Laudadio präsentierte in seinem folgenden Bericht zwei Zeugen, die sagten, dass in der Gegend von Lombarda Petroli nachts oft viele Tankwagen vorbeifuhren, die nach der Katastrophe verschwanden. Der Fernsehsender wurde von Lombarda Petroli für diesen Bericht verklagt.
Ein Jahr nach der Katastrophe erklärte Dr. Iaccone, technischer Leiter der regionalen Wasseraufsicht, „dass sich das Ökosystem bis zum Jahr 2027 dank des Lambro-Flussvertrags vollständig erholt haben wird“.

## Nachhall
Neben dem Fernsehbericht wurde einige Monate später das Buch Marea nera (Schwarze Flut) von Eugenio Lombardo veröffentlicht, der den Anstieg von Krebsfällen mit dem Unglück in Verbindung bringt. Im selben Jahr erschien der unabhängige Dokumentarfilm Un Po di petrolio von Nicola Angrisano.